# جنگ با مواد مخدر

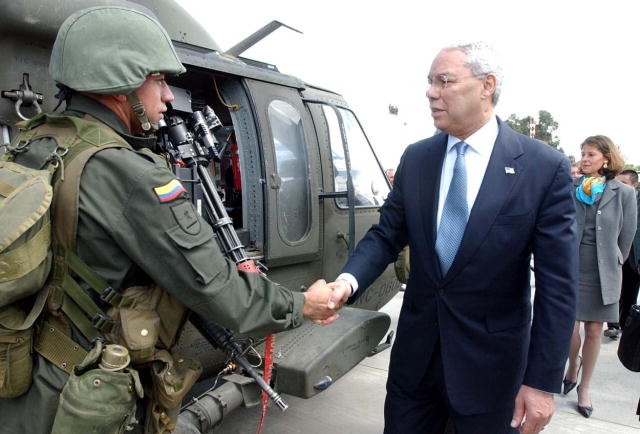
آمریکا در چارچوب جنگ با مواد مخدر هر ساله صدها میلیون دلار به کلمبیا که درگیر جنگ با شورشیان قاچاق‌کننده مواد مخدر است کمک می‌کند.

جنگ با مواد مخدر (انگلیسی: War on Drugs) لفظی است که در آمریکا به کارزار ممنوعیت مواد مخدر، کمک نظامی و مداخلهٔ نظامی با هدف محدودسازی و کاستن از تجارت غیرقانونی مواد مخدر گفته می‌شود. تخمین زده شده‌است که آمریکا سالانه ۵۱ میلیارد دلار برای جنگ با مواد مخدر خرج می‌کند.

## اثرات اجتماعی-اقتصادی

### شکل‌گیری یک مادون‌طبقهٔ دائمی

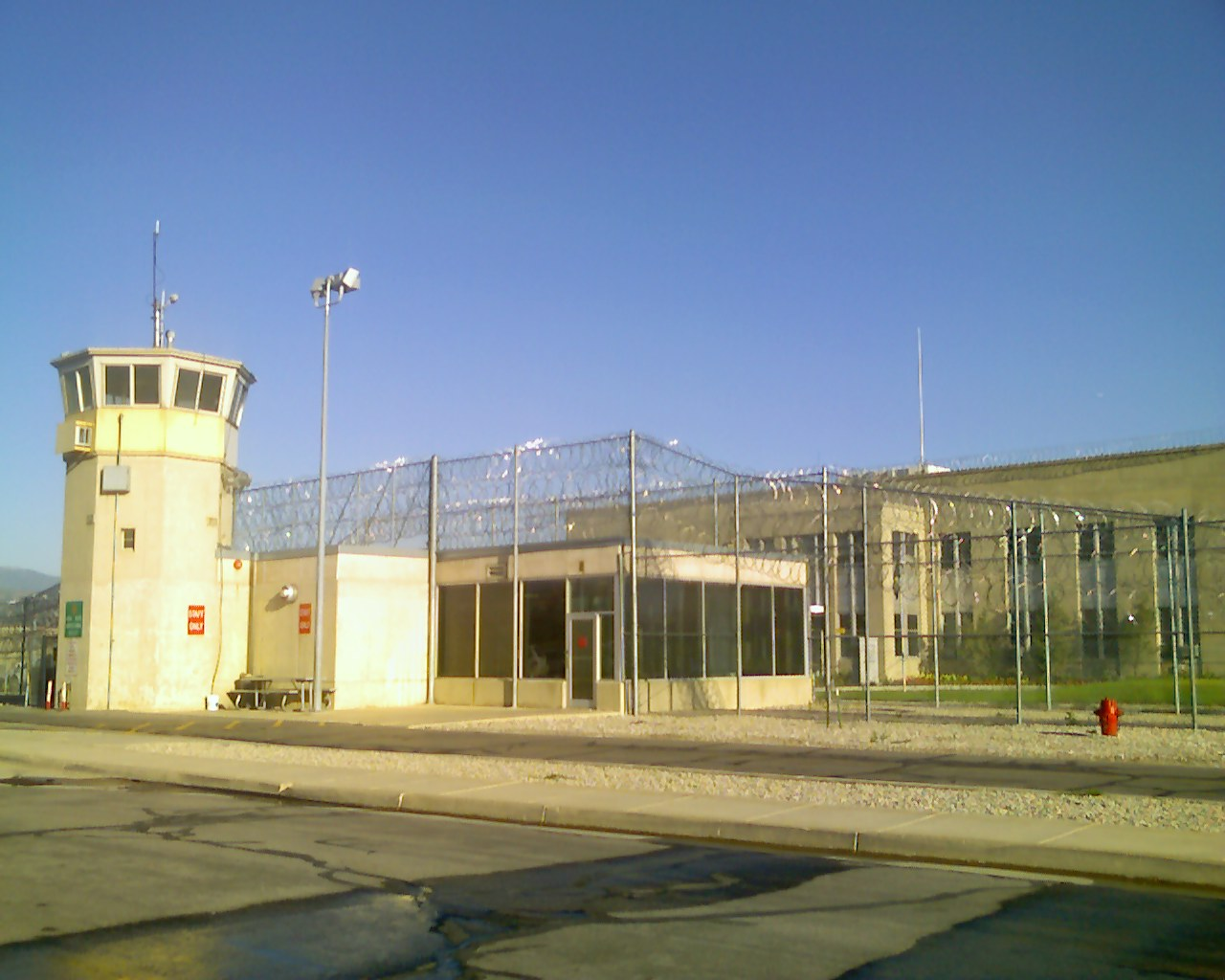
هر ساله ۱ میلیون نفر در آمریکا به دلیل شکستن قوانین مواد مخدر زندانی می‌شوند.

مجازات‌های جرایم مواد مخدر در بین جوانان آمریکایی تقریباً همواره حذف دائمی یا شبه دائمی از فرصت‌های آموزشی، محرومیت از حق رأی و بعدتر ایجاد سیاه‌های جنایی است که استخدام شدن را بسیار دشوار می‌کنند. بدین ترتیب برخی نویسندگان معتقدند که جنگ با مواد مخدر منجر به ایجاد یک مادون طبقهٔ دائمی از مردمی شده که در نتیجهٔ مجازات شدن به خاطر بزه‌های مواد مخدری که ناشی از تلاش برای گذران زندگی با وجود عدم آموزش یا فرصت‌های شغلی است، فرصت‌های آموزشی یا شغلی اندکی دارند.

### هزینه برای مالیات دهندگان
بنا بر مطالعهٔ جفری میرن اقتصاددان دانشگاه هاروارد در سال ۲۰۰۸، صرفه جویی سالانه در هزینه‌های اجرا و زندان قانونی شدن مواد مخدر به حدود ۴۱٫۳ میلیارد دلار می‌انجامد که ۲۵٫۷ آن در بین ایالات صرفه جویی شده و ۱۵٫۶ میلیارد دلار آن برای دولت فدرال است. به تخمین او حداقل ۴۶٫۷ میلیارد دلار درآمد مالیاتی با نرخ‌های مشابه تنباکو و الکل عاید خواهد شد ($۸٫۷ میلیارد از گراس، $۳۲٫۶ میلیارد از کوکائین و هروئین، بقیه از سایر مواد).